# Bajo barroco
Bajo Barroco. Especialmente en las últimas décadas, se ha venido denominando bajo el nombre de Bajo Barroco a un periodo de transición, en la literatura española, que se extiende aproximadamente entre 1675 y 1725 (Ruiz Pérez, 2012) y que también se ha identificado como “el tiempo de los novatores” (Pérez Magallón, 2001). 
La literatura del Bajo Barroco representa, de forma mayoritaria, la continuidad de la estética barroca, que en poesía lírica supuso perpetuar los modelos de Góngora y Quevedo, y especialmente el de este último. Aunque durante bastantes años la crítica se refirió a este periodo de la historia literaria hispana con desdén, mostrando escaso interés por él, últimamente se evita hablar de una mera supervivencia del arte barroco, en el siglo XVIII, que se mantuvo por inercia en poetas rezagados. Por el contrario, las obras de algunos autores del Bajo Barroco se consideran vivas y potentes manifestaciones de un gusto general de la época (Orozco, 1968: 11- 17).
Como consecuencia de las diversas corrientes estéticas que se desarrollaron desde mediados del siglo XVIII (Rococó, Neoclasicismo), quedó en gran medida postergada la producción literaria del Bajo Barroco. Fue especialmente desdeñada por la historiografía de raíz ilustrada y desatendida por la crítica romántica; tampoco suscitó especial interés en la crítica del siglo XX, hasta las últimas décadas, cuando se inició una recuperación del interés por autores y obras bajobarrocos.

## Autores
Algunos de los principales autores que se pueden incluir dentro de la literatura del Bajo Barroco son:
- Sor Juana Inés de la Cruz
- Eugenio Gerardo Lobo
- Gabriel Álvarez de Toledo
- José de León y Mansilla
- Diego de Torres Villarroel
- José Antonio Porcel
- Conde de Torrepalma
- Carlos de Sigüenza y Góngora
- Miguel de Barrios
- Francisco Benegasi y Luján
- José Benegasi y Luján
- José Tafalla y Negrete
- Gabriel de León y Luna
- Ana de San Jerónimo
- José Antonio Butrón
- Francisco Antonio de Castro
- Bernabé Rebolledo de Palafox
- Juan de la Concepción
- Sor Gregoria de Santa Teresa
- Sor María do Ceo
- Teresa Guerra
- María de Camporredondo
- Anna María Egual y Miguel